# Mirra Filippowna Sachnowskaja
Mirra Filippowna Sachnowskaja (Мирра Филипповна Сахновская, geboren als Marjam Fajwelewna Gez Марьям Файвелевна Гец am 12. Juli 1897 in Wilna; hingerichtet am 31. Juli 1937 in Moskau) war eine sowjetische Militärführerin und Aufklärungsoffizierin. Sie war die erste Generalin der Neuzeit.

## Familie und Jugend
Gez war die Tochter des Autors und Schulinspektors Fajwel Mejer Benzelewitsch Gez (Feivel Mayer/Meir Getz, 1850–1931) und Chaja Samuilowna Gez (geborene Samuel, ca. 1869–1914). Gez hatte zwei Schwestern (Lea, geboren 1893 und Rachel, 1894) und zwei Brüder (Benzion, 1900, und Rafael, 1902). Bei Ausbruch des Ersten Weltkrieges ging die Familie zuerst nach Mogiljow, von dort nach Witebsk und schließlich nach Moskau. Ihr Vater gründete 1917 ein jüdisches Gymnasium in Moskau. In Moskau ließen sich ihre Eltern scheiden, und ihr Vater heiratete die Ärztin Amalia Borisowna Freidberg (1866–1932). Er war später Direktor des jüdischen Lehrerseminars in Kowno und des jüdischen Gymnasiums »Tuschija« in Riga.

## Bürgerkrieg und Militärakademie
Nach der Oktoberrevolution arbeitete Gez für die Prawda und trat in die RKP(b) (Kommunistische Partei) sowie in die Rote Armee ein. Sie arbeitete als Sanitäterin in einem Propagandazug unter dem Kommando von Bubnow. Im März 1918 nahm sie an der Verteidigung des revolutionären Petrograd gegen die deutsche Armee teil, kämpfte an verschiedenen Fronten des Bürgerkriegs und erhielt mehrere militärische Auszeichnungen, darunter den Rotbannerorden. Im März 1921 war sie Delegierte zum X. Parteitag der RKP(b) in Moskau.
Nach dem Bürgerkrieg absolvierte sie 1924 als erste Frau die Frunse-Militärakademie und war in der Nachrichtendirektion des Feldhauptquartiers der Roten Armee tätig.

## Beraterin in China
Gez wurde unter dem Namen »Tschubarewa« als Militärberaterin nach China entsandt. Sie war von 1924 bis 1926 im Hauptquartier der Südgruppe der Armee tätig, unterrichtete an der Huangpu-Militärakademie (Whampoa) und baute ein umfangreiches Agentennetz auf. Sie hatte eine Adoptivtochter und bekam in Guǎngdōng einen Sohn.
Ihr späterer Ehemann Josef (Rafael) Sachnowski hatte in der zaristischen Armee gedient, wurde 1917 in den Sowjet von Saratow gewählt und wurde Anführer der Rotgardisten in der Stadt. Er schloss sich der Roten Armee an und kämpfte im Bürgerkrieg. So wie Gez studierte er an der Frunse-Militärakademie und wurde als Berater nach China entsandt.
Nach ihrer Rückkehr in die Sowjetunion setzte sie ihre Tätigkeit in der Direktion des Nachrichtendienstes fort und heiratete Sachnowski.
Sachnowskaja wurde zur KomBrig befördert.

## Verbannung, Freilassung, Beförderung und Hinrichtung
1928 wurde Sachnowskaja beschuldigt, Trotzkistin zu sein, im Dezember aus der Partei ausgeschlossen, verhaftet und im Januar 1929 für drei Jahre nach Sibirien verbannt. Auch ihr Mann wurde nach Sibirien verbannt. Am 23. Dezember 1929 wurde das Urteil jedoch aufgehoben und Sachnowskaja wurde wieder in die Partei aufgenommen.
1932 wurde Sachnowskaja zur Leiterin der Ausbildungsabteilung der Militärtechnischen Akademie der Roten Armee (heute Военная академия Ракетных войск стратегического назначения имени Петра Великого, Militärakademie der strategischen Raketentruppen »Peter der Große«) ernannt und zur KomDiw befördert. Sie leitete die Sonderabteilung der Nachrichtendirektion der Roten Armee für die Ausbildung von Partisanen und Offizieren für das Exekutivkomitee der Kommunistischen Internationale. Ihr Mann blieb hingegen in Sibirien.
Im März/April 1937 wurde Sachnowskaja im Zuge der stalinistischen Säuberungen erneut verhaftet, der »Sabotage« beschuldigt und am 31. Juli erschossen. Einige Monate später wurde auch ihr Mann hingerichtet. Im Jahr 1959 wurde Sachnowskaja offiziell rehabilitiert.